# Neochromis
Neochromis – rodzaj słodkowodnych ryb okoniokształtnych z rodziny pielęgnicowatych (Cichlidae).

## Występowanie
Gatunki endemiczne Jeziora Wiktorii i Nilu Białego w Afryce.

## Klasyfikacja
Gatunki zaliczane do tego rodzaju:
- Neochromis gigas
- Neochromis greenwoodi
- Neochromis nigricans
- Neochromis omnicaeruleus
- Neochromis rufocaudalis
- Neochromis simotes

Gatunkiem typowym jest Tilapia simotes, dziś synonim gat. Neochromis simotes.